# تپه طاس کند یک
 تپه طاس کند یک مربوط به کالکولتیک (مس‌سنگی) است و در شهرستان تکاب، بخش مرکزی، دهستان کرفتو، روستای طاس کند واقع شده است. این اثر در تاریخ ۳۰ دی ۱۳۸۵ با شمارهٔ ثبت ۱۶۸۰۸ به عنوان یکی از آثار ملی ایران به ثبت رسیده است.